# Shane Lowry
Shane Thomas Lowry (ur. 12 czerwca 1989 w Perth) – australijski piłkarz irlandzkiego pochodzenia grający na pozycji obrońcy w angielskim klubie Leyton Orient. Wcześniej grał w młodzieżowych reprezentacjach Irlandii – U-17 i U-21, ale potem zdecydował się na grę dla Australii.

## Kariera klubowa

### Kariera juniorska
Karierę juniorską rozpoczął w australijskim klubie ECU Joondalup. W lutym 2005 podpisał kontrakt z Aston Villą wraz z rodakiem Chrisem Herdem. W sezonie 2006/2007 zaliczył 9 występów w rezerwach Aston Villi. W czerwcu 2007 przedłużył kontrakt z klubem na kolejny rok. W sierpniu 2007 zadebiutował w pierwszej drużynie w wygranym 2-0 towarzyskim meczu przeciwko Stoke City, zastępując Stephena O’Hallorana 17 minut przed końcem spotkania. Po występie w Pucharze Pokoju 2009, podczas którego strzelił gola w serii rzutów karnych finałowego meczu przeciwko Juventusowi, Lowry zaliczył oficjalny debiut w drużynie. Zagrał 10 minut w meczu kwalifikacji do Ligi Europy przeciwko Rapidowi Wiedeń. Zastąpił na boisku Curtisa Daviesa.

### Wypożyczenie doPlymouth
17 września 2009 Lowry został wypożyczony na trzy miesiące do Plymouth Argyle. Zagrał w 13 meczach, po czym wrócił do poprzedniej drużyny.

### Wypożyczenie doLeeds
28 stycznia 2010 młody reprezentant Irlandii ponownie został wypożyczony, tym razem do Leeds United. Pierwszy mecz w tym zespole zagrał przeciwko Colchester. W tym samym spotkaniu doznał drobnej kontuzji i w 70. minucie zastąpił go Bradley Johnson. Po ominięciu meczu Pucharu Anglii przeciwko Tottenhamowi, wrócił do gry na spotkanie z Hartlepool. Ostatecznie wystąpił w 11 meczach dla Leeds i pod koniec marca 2010 wrócił do Aston Villi. 11 maja 2010 podpisał nowy kontrakt z pierwotnym klubem, który miał obowiązywać przez dwa lata.

### Wypożyczenie doSheffield United
W styczniu 2011 Lowry został wypożyczony do końca sezonu do Sheffield United. Pierwszym rywalem, przeciwko któremu zagrał, było Coventry City. Łącznie wystąpił w 18 meczach dla Sheffield, jednakże nie zdołał uchronić drużyny przed spadkiem.

### Millwall
23 listopada 2011 Lowry został wypożyczony do Millwall do 3 stycznia 2012. Po zakończeniu pierwotnego okresu wypożyczenia, Aston Villa przedłużyła go zawodnikowi na kolejny miesiąc. 27 stycznia 2012 Millwall wykupiło piłkarza i podpisało z nim dwuipółletni kontrakt.

### Leyton Orient
21 lipca 2014 podpisał dwuletni kontrakt z Leyton Orient.

## Kariera reprezentacyjna
Lowry występował w reprezentacji Irlandii do lat 17 i do lat 21. Mógł to zrobić, ponieważ jego rodzice są Irlandczykami. 11 września 2009 ogłosił, że chce grać w reprezentacji Australii. Nie zagrał jednak w żadnym oficjalnym meczu dla tego kraju. Ostatnim meczem w jakiejkolwiek kadrze było spotkanie Irlandii U-21 przeciwko Niemcom U-21 10 lutego 2009.